# Zamkowa Góra (Góry Opawskie)
Zamkowa Góra – góra o wysokości 571 m n.p.m. w południowo-zachodniej Polsce, w Sudetach Wschodnich w Górach Opawskich (czes. Zlatohorská vrchovina). Trzeci co do wysokości szczyt Gór Opawskich.
Wzniesienie położone na obszarze Parku Krajobrazowego Gór Opawskich w masywie Biskupiej Kopy w północno środkowej części Gór Opawskich, na północnej ich krawędzi, zwanej Lasem Prudnickim,  około 1,6 km na południowy zachód od centrum miejscowości Pokrzywna. Należy do Korony Parku Krajobrazowego Góry Opawskie.

## Charakterystyka
Wzniesienie w kształcie niewielkiego grzbietu o długości ok. 0,7 km rozciągającego się na kierunku NW – SE z dwoma mało wyrazistymi niskimi kopulastymi szczytami, oddzielonymi od siebie niewielkim siodłem. Wznosi się w zachodniej części Lasu Prudnickiego, w końcowym odcinku grzbietu odchodzącego od Biskupiej Kopy, między Szyndzielową Kopą po północnej stronie, od której oddzielone jest niewielkim obniżeniem a Srebrną Kopą po południowej stronie oddzielone jest Przełęczą pod Zamkową Górą. Wzniesienie charakteryzuje się regularną rzeźbą i ukształtowaniem oraz dość stromymi zboczami i prawie płaską powierzchnią szczytową z niewielkimi, skalnymi ostańcami na grzbiecie. Wzniesienie od strony zachodniej wyraźnie wydziela wykształcona dolina Bystrego Potoku. Wzniesienie zbudowane z skał osadowych pochodzenia morskiego, głównie piaskowców, szarogłazów. Zbocza wzniesienia pokrywa niewielka warstwa młodszych osadów z okresu zlodowaceń plejstoceńskich. Cała powierzchnia wzniesienia łącznie z partią szczytową porośnięta jest lasem mieszanym regla dolnego, na niższych partiach zboczy występują lasy bukowe. Zboczami trawersują liczne ścieżki i drogi leśne a północnym zboczem na szczyt prowadzi leśna ścieżka. U północno-zachodniego podnóża wzniesienia, położona jest mała miejscowość Pokrzywna. Położenie wzniesienia oraz kształt czynią wzniesienie rozpoznawalnym w terenie. Góra mimo swojej znacznej wysokości jest słabo widoczna w panoramie gór, gdyż w jej tle położone są wyższe masywy: Biskupiej i Srebrnej Kopy. Od wschodniej strony wzniesienie góruje nad doliną Bystrego Potoku z Rezerwatem przyrody „Cicha Dolina”. 

## Historia
Zamkowa Góra ma wyjątkowe położenie, od średniowiecza wyznaczała granice między księstwami i państwami. W przeszłości góra nosiła nazwę (niem Hausberg lub Schlossberg). Od 1596 r. aż do czasów polskich, kiedy to las upaństwowiono lasy porastające część zbocza Góry Zamkowej były własnością miasta Prudnika. Pamiątkę po tamtych czasach stanowią kamienne słupki z rzymskimi liczbami wyznaczające granice leśnych działów. Od XIV wieku na szczycie góry wznosił się niewielki zamek, który strzegł granicy między księstwem opawskim a nyskim księstwem biskupim oraz szlaku handlowego Wrocław - Morawy. Założycielem zameczku byli Rosenbergowie, założyciele miasta Prudnik. Ślady zamku odkryto podczas badań archeologicznych przeprowadzonych w latach 70. XX wieku. Wschodnie stoki góry należały do właścicieli zamku w Łące Prudnickiej. W pobliżu granicy posiadłości, po prudnickiej stronie istniała drewniana chatka Pücklerbaude, służąca myśliwym i turystom. Na południowych stokach rósł Las Rosenau, o który toczono spór między Prudnikiem a Jindrichovem. Spór o las trwał do 1845 r., kiedy to las podzielono na dwie równe części. Przed I wojną światową na zboczu góry została wybudowana przez żołnierzy z garnizonu w Nysie Saperska Droga, która obecnie stanowi zabytek techniki. W okolicy wzniesienia w przeszłości wypalano węgiel drzewny. Od XVII w. poszukiwano tu rud żelaza.

## Szlaki turystyczne
Przez szczyt prowadzi:
- Głuchołazy – szczyt Przednia Kopa – szczyt Parkowa Góra – Podlesie – Jarnołtówek – szczyt Biskupia Kopa – Przełęcz pod Kopą (Mokra) – szczyt Srebrna Kopa – Przełęcz pod Zamkową Górą – Zamkowa Góra – szczyt Szyndzielowa Kopa – Pokrzywna – Wieszczyna – góra Długota – Dębowiec – góra Kobylica – Sanktuarium św. Józefa w Prudniku-Lesie – góra Kozia Góra – Prudnik.

Poniżej szczytu północnym i zachodnim zboczem prowadzi:
- - Jarnołtówek – Bukowa Góra – góra Biskupia Kopa – Przełęcz pod Kopą – góra Srebrna Kopa – Przełęcz pod Zamkową Górą – Zamkowa Góra – Pokrzywna.
- ścieżka dydaktyczna z Pokrzywnej na Biskupią Kopę.

Południowym podnóżem prowadzi.
- Wieszczyna – góra Hraniční vrch – Przełęcz pod Zamkową Górą,[6]